# Limotettix vaccinii
Limotettix vaccinii är en insektsart som beskrevs av Van Duzee 1890. Limotettix vaccinii ingår i släktet Limotettix och familjen dvärgstritar. Inga underarter finns listade i Catalogue of Life.